# Григорівка (Новомар'ївська сільська громада)
Григорі́вка — село в Україні, у Новомар'ївській сільській громаді Вознесенського району Миколаївської області. Населення становить 493 особи. Колишній орган місцевого самоврядування — Григорівська сільська рада.
Через село, із півночі на південь, протікає річка Мала Корабельна, яка бере свій початок на північно-східній околиці села Тимофіївки.

## Населення
Згідно з переписом УРСР 1989 року чисельність наявного населення села становила 546 осіб, з яких 252 чоловіки та 294 жінки.
За переписом населення України 2001 року в селі мешкало 488 осіб.

### Мова
Розподіл населення за рідною мовою за даними перепису 2001 року:
| Мова       | Відсоток |
| ---------- | -------- |
| українська | 92,09 %  |
| російська  | 6,69 %   |
| молдовська | 0,61 %   |
| циганська  | 0,41 %   |
| білоруська | 0,20 %   |